# Christian Gottlieb Maier
Christian Gottlieb Maier (* 21. Februar 1813 in Mergelstetten; † nach 1878) war ein deutscher Verwaltungsbeamter.

## Leben
Maier wurde als Sohn des Schulmeisters Johann Christoph Gottlieb Maier und seiner Frau Anna Maria, geb. Laumer in Mergelstetten geboren. Nach dem Besuch der Lateinschule in Heidenheim absolvierte er eine Ausbildung in der Schreiberei. Von 1836 bis 1838 studierte er Regiminalwissenschaft an der Universität Tübingen. 1838 legte er die höhere Dienstprüfung ab. Seine erste Dienststellung trat Maier 1838 als Aktuar beim Oberamt Maulbronn an. 1839 wurde er Aktuar beim Oberamt Göppingen, 1849 Oberamtsverweser ebenda, 1850 Expeditor (Revisor) im Ministerium des Innern in Stuttgart (Abteilung für Straßen- und Wasserbau), 1853 Oberamtsverweser und 1854 Oberamtmann beim Oberamt Sulz, 1860 Oberamtmann beim Oberamt Leonberg, 1870 Expeditor (Sekretär) mit dem Titel Oberamtmann bei der Regierung des Donaukreises in Ulm. 1878 trat er in den Ruhestand.